# Hempstead (Texas)
Hempstead è un comune degli Stati Uniti d'America, situato in Texas, nella contea di Waller. Fa parte dell'area chiamata Greater Houston.